# Макс Барских
Макс Ба́рских (укр. Макс Барських), настоящее имя — Никола́й Никола́евич Бо́ртник (укр. Микола Миколайович Бортник; род. 8 марта 1990, Херсон, Украинская ССР, СССР) — украинский певец, композитор и автор песен.

## Биография
Николай Николаевич Бортник родился 8 марта 1990 года в Херсоне. В Херсоне окончил ХТЛИ (Херсонский Таврический лицей искусств) по специальности художник. Позже переехал в Киев, где поступил в Киевскую муниципальную академию эстрадного и циркового искусства (специализация «эстрадный вокал»).
В 2008 году прошёл кастинг на проект «Фабрика звёзд-2», продюсером которой является Наталья Могилевская. На кастинге Макс исполняет каверы на песни Ар Келли «I believe I can fly» и Бритни Спирс «Everybody». На проекте исполняет следующие песни «Потанцуй со мной» (ft. Тимати), «Я не забуду тебя никогда» (ft. Маша Фокина & Влад Дарвин), «За что» (ft. Лобода), «Так не бывает» (ft. М. Савин & Иракли), «Аномалия», «Стереодень» (ft. Влад Дарвин), «DVD» (ft. Наталья Могилевская), «Ты хотела» (ft. Виталий Козловский), «Незнакомка», «Баритон» (ft. Т. Пискарёва). Покидает проект по собственному желанию.
20 декабря 2009 года состоялась презентация альбома «1: Max Barskih» в КАЗ «Авиант».
В начале 2010 года принимает участие в проекте «Фабрика. Суперфинал», где презентует новую композицию «Студент».
В мае 2010 года прошёл пробы в музыкальный фильм «Мадемуазель Живаго» с участием Лары Фабиан и Игоря Крутого. В одной из 11 новелл картины певец исполняет главную мужскую роль — русского солдата, влюблённого в прекрасную француженку, которую играет Лара Фабиан.
В 2011 году Макс Барских представил первый в СНГ клип в формате 3D на песню «Lost In Love | Теряю тебя». Режиссёром видео выступил продюсер артиста — режиссёр видеоклипов Алан Бадоев. 3 июля состоялась премьера нового сингла «Atoms | Глаза-убийцы» на ELLO. Съёмки клипа проходили в Москве, на Красной площади. 16 августа состоялась премьера клипа на песню «Глаза-убийцы», съёмки которого проходили в Москве.
18 февраля 2012 года участвовал в отборе «Евровидения 2012» от Украины, набрал 38 баллов и занял 2 место. Победительницей стала Гайтана, набравшая 41 балл.
Поработать над вторым альбомом Барских «Z.Dance», бюджет которого составил 300 000 долларов, продюсер проекта и режиссёр Алан Бадоев пригласил своего коллегу Сергея Солодкого. Вместе они придумывали мир, в который погружены главные герои проекта — Макс Барских и его партнёрша, экс-участница реалити-шоу «10 желаний» Кристина Межинская. Хореографом проекта является Мигель, знакомый украинскому зрителю по «Шоу № 1» на телеканале «Интер». Альбом вышел 3 мая 2012 года, треки в альбоме преимущественно на английском языке. В рамках III Международного фестиваля экшн-фильмов «ASTANA» с 1 по 3 июля 2012 года, организованного известным режиссёром Тимуром Бекмамбетовым, состоялась презентация хоррор-мюзикла Z.Dance.

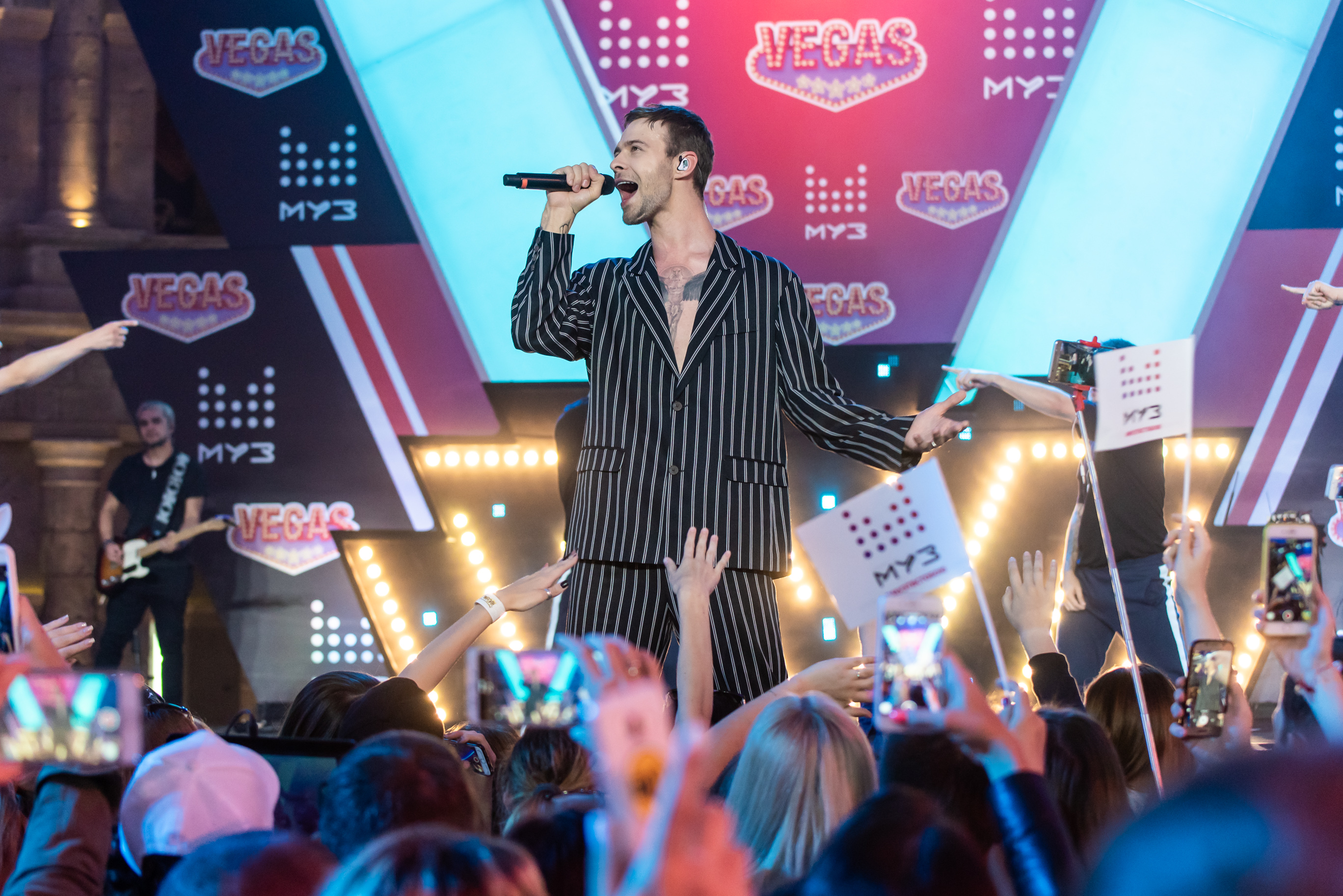
Макс Барских. Детская Партийная зона МУЗ-ТВ, 2018 год

В июле 2012 года в московском клубе «Barry Bar» впервые прошёл диджей-сет Барских. «Я очень волновался. Мало того, что для меня это совершенно новое направление, так я ещё впервые выступал не перед своими поклонниками, а перед совершенно незнакомой публикой», — рассказывает Макс.
В 2012 году принял участие в проекте «Фабрика. Украина — Россия», где выступал на стороне Украины. На проекте исполнил: «Dance», «Утомлённое солнце», «Любовь спасёт мир» (в дуэте с Верой Брежневой), «Supermassive Black Hole» (кавер на песню группы Muse).
Макс был номинирован в категории «Креатив года» на Премии RU.TV, которая прошла 29 сентября 2012 года, но уступил группе «Пающие трусы».
17 ноября 2012 года на YouTube-канале Макса Барских состоялась премьера синглов «I Wanna Run» и «Болею тобой». Осенью 2012 года на Украине вышло переиздание альбома «Z.Dance», содержащее 3 новых сингла — «Не верь мне (ft. Миша Романова)», «I wanna run» и «Болею тобой».
8 марта 2013 года на YouTube-канале ELLO был анонсирован сингл «По Фрейду», а его премьера состоялась 15 марта. Клип на эту песню вышел 25 мая. Премьера сингла «Hero_in» состоялась 14 июля на YouTube-канале ELLO. Тур «По Фрейду» стартовал 20 сентября в Луцке в клубе «Opera». 3 ноября состоялся релиз четвёртого сингла «Небо» и видео на него.

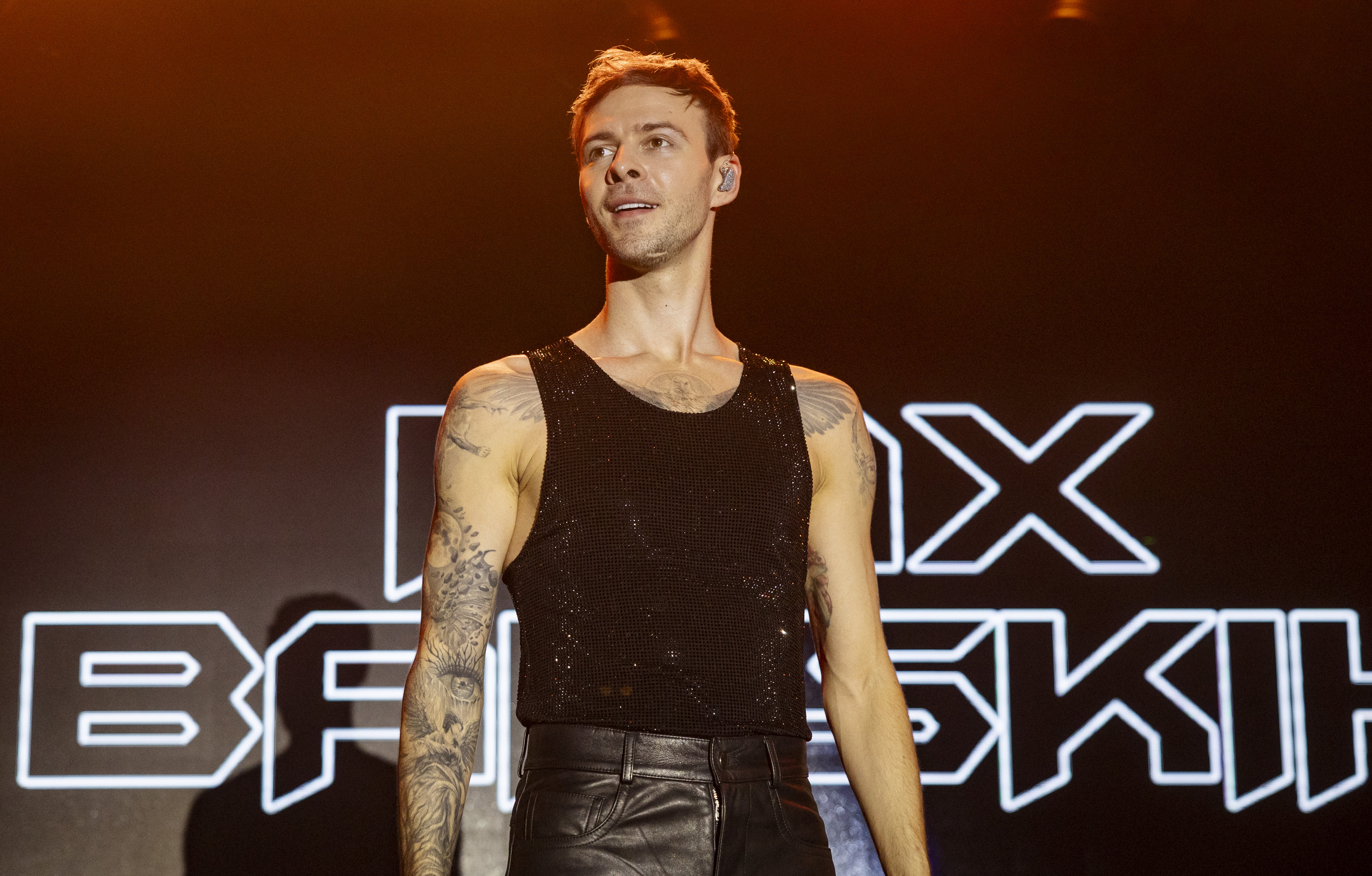
Макс Барских. Выступление в Израиле, 2024 год

14 февраля 2014 года вышла цифровая версия альбома «По Фрейду». Также в этот день на радиостанции «Люкс ФМ» состоялась премьера альбома: каждый час, начиная с семи утра, на волнах радиостанции звучало по одному треку из третьего студийного альбома исполнителя. Николай Фандеев отметил, что несмотря на удивительную музыкальную продвинутость певца, при прослушивании альбома «создаётся впечатление, что слушаешь одну длинную песню. Причём, достаточно нудную, ведь подавляющее большинство треков на диске медленные. В довершение всего тягостное настроение от прослушивания альбома ещё усугубляют и тексты песен. Вроде бы все песни у Макса Барских о любви, но почему-то с ужасающе огромным количеством „суицидальных“ и „садо-мазо“ тем и образов»! Творческими удачами Макса Барских Фандеев назвал песни «Небо» и «Колыбельная», исполненные на украинском языке. По мнению критика, петь на украинском у артиста получается «намного лучше» и следует продолжать двигаться в этом русле. Помимо альбома, 14 февраля 2014 года вышел клип на сингл «Отпусти». В марте на премии «Yuna» исполнил украиноязычную песню «Колыбельная». 26 апреля состоялась премьера видео на сингл «Всё серьёзно». 21 мая был анонсирован сингл «Здесь и сейчас» (англоязычная версия «Freedom to Live»).
В 2021 году принимал участие в музыкальном проекте «Маска» на телеканале «Украина».

## Общественная позиция
В марте 2022 года в связи с военным вторжением России на Украину отменил все выступления в России и отказался возвращать деньги за проданные билеты, пояснив, что средства будут направлены на «благотворительные цели». Своим следующим заявлением музыкант запретил любое использование своей музыки на территории России. 28 мая 2022 года музыка Барских вновь стала доступна для россиян на стриминговом сервисе Apple Music. Сам Барских отрицает свою причастность к этому и в своём инстаграме опубликовал видео, в котором рассказал о том, что его команда уже работает над тем, чтобы с платформы удалить его музыку.
3 апреля 2022 года поступил на службу в Вооружённые силы Украины.
13 мая 2022 года по приглашению журнала Billboard выступил с публичным интервью в Лас-Вегасе, рассказав слушателям об идущей войне, которая, по мнению певца, представляет собой «не войну между Россией и Украиной, а войну между злом и добром».
В сентябре 2022 года, в разгар столкновений на азербайджано-армянской границе, певец разместил в социальной сети изображение флага Армении с заголовком «Армению атакуют». Сообщение вызвало волну негодования в Азербайджане и вскоре было удалено. Через два дня портал iTicket.az, официальный провайдер продаж билетов на намеченный на 10 декабря в Баку концерт Барских, заявил об отмене концерта по инициативе азербайджанской стороны. Барских же разместил сообщение о том, что отмена концерта была его решением, отметив: «Любая страна, позволяющая себе агрессию против другой, — не место для моих концертов». В ответ портал iTicket.az обвинил певца во лжи, заявив, что на момент публикации Барских азербайджанские организаторы уже два часа как обнародовали информацию об отмене концерта и что причиной тому стала поддержка певцом «режима агрессора».

## Дискография

### Студийные альбомы
| №                   | Название                                     | Длительность |
| ------------------- | -------------------------------------------- | ------------ |
| 1.                  | «S.L.»                                       | 3:13         |
| 2.                  | «Пусто»                                      | 3:19         |
| 3.                  | «Розовые очки»                               | 3:05         |
| 4.                  | «Не любить»                                  | 2:54         |
| 5.                  | «Одна»                                       | 3:22         |
| 6.                  | «Меняю»                                      | 3:26         |
| 7.                  | «Агония»                                     | 3:03         |
| 8.                  | «It’s No Over»                               | 3:07         |
| 9.                  | «Аномалия»                                   | 2:53         |
| 10.                 | «DVD» (feat. Наталья Могилевская)            | 4:07         |
| 11.                 | «Hot Girl»                                   | 3:15         |
| 12.                 | «Kiss Love Touch»                            | 3:12         |
| 13.                 | «Навсегда»                                   | 3:30         |
| 14.                 | «Dont Love You Anymore» (Dirty Demo Edition) | 3:18         |
| 15.                 | «Пусто» (Dirty Demo Edition)                 | 4:13         |
| Общая длительность: | Общая длительность:                          | 47:97        |

| №                   | Название                            | Длительность |
| ------------------- | ----------------------------------- | ------------ |
| 1.                  | «Dance»                             | 3:23         |
| 2.                  | «Fuck Off»                          | 3:25         |
| 3.                  | «Only One»                          | 3:48         |
| 4.                  | «Higher»                            | 3:17         |
| 5.                  | «Ego»                               | 3:10         |
| 6.                  | «Alive»                             | 4:30         |
| 7.                  | «Night»                             | 3:32         |
| 8.                  | «Back In 90th»                      | 3:30         |
| 9.                  | «Downtown»                          | 3:23         |
| 10.                 | «Invisible»                         | 3:10         |
| 11.                 | «I Wanna Run»                       | 3:49         |
| 12.                 | «Пылай»                             | 4:30         |
| 13.                 | «Dance» (Русская версия)            | 3:23         |
| 14.                 | «Солнечная пыль»                    | 3:48         |
| 15.                 | «Я болею тобой»                     | 3:30         |
| 16.                 | «Не верь мне» (feat. Миша Романова) | 3:02         |
| Общая длительность: | Общая длительность:                 | 54:30        |

| №                   | Название                  | Длительность |
| ------------------- | ------------------------- | ------------ |
| 1.                  | «По Фрейду»               | 3:13         |
| 2.                  | «Какой была твоя любовь?» | 3:16         |
| 3.                  | «Hero_In»                 | 3:36         |
| 4.                  | «Небо»                    | 4:32         |
| 5.                  | «Отпусти»                 | 3:21         |
| 6.                  | «Всё серьезно»            | 3:28         |
| 7.                  | «Проси любовь»            | 3:38         |
| 8.                  | «Люблю или ненавижу»      | 2:55         |
| 9.                  | «Мёртвая любовь»          | 2:55         |
| 10.                 | «Кровь-вода»              | 3:43         |
| 11.                 | «Мне нужно идти»          | 3:50         |
| 12.                 | «Колыбельная»             | 2:04         |
| 13.                 | «Слова»                   | 3:58         |
| Общая длительность: | Общая длительность:       | 41:49        |

| №                   | Название                | Длительность |
| ------------------- | ----------------------- | ------------ |
| 1.                  | «Туманы»                | 3:26         |
| 2.                  | «Попрошу»               | 3:36         |
| 3.                  | «Пьяная луна»           | 3:19         |
| 4.                  | «Неверная»              | 3:46         |
| 5.                  | «Слёзы-вода»            | 3:49         |
| 6.                  | «Февраль»               | 3:27         |
| 7.                  | «Я люблю тебя»          | 3:55         |
| 8.                  | «Последний летний день» | 4:00         |
| 9.                  | «Подруга-ночь»          | 3:27         |
| 10.                 | «Займёмся любовью»      | 3:46         |
| 11.                 | «Хочу танцевать»        | 3:34         |
| 12.                 | «HLOP, HLOP, HLOP»      | 4:06         |
| Общая длительность: | Общая длительность:     | 41:71        |

| №                   | Название                                   | Длительность |
| ------------------- | ------------------------------------------ | ------------ |
| 1.                  | «Армагеддон»                               | 3:37         |
| 2.                  | «Самолёт»                                  | 3:33         |
| 3.                  | «По местам»                                | 3:32         |
| 4.                  | «Океаны»                                   | 3:46         |
| 5.                  | «Лей, не жалей»                            | 3:30         |
| 6.                  | «Небо льёт дождём»                         | 3:31         |
| 7.                  | «Наивна»                                   | 3:27         |
| 8.                  | «Пустые глаза»                             | 2:57         |
| 9.                  | «По секрету»                               | 3:21         |
| 10.                 | «Всё проходит»                             | 3:13         |
| 11.                 | «Двоє»                                     | 3:41         |
| 12.                 | «Любовь, не умирай» (feat. MISHA ROMANOVA) | 3:49         |
| Общая длительность: | Общая длительность:                        | 39:17        |

| №                   | Название                  | Длительность |
| ------------------- | ------------------------- | ------------ |
| 1.                  | «Зорепад»                 | 3:01         |
| 2.                  | «Не плач»                 | 2:20         |
| 3.                  | «Але»                     | 2:34         |
| 4.                  | «Нове життя»              | 3:26         |
| 5.                  | «Ритми» (feat. DOROFEEVA) | 3:19         |
| 6.                  | «Все можливо»             | 2:52         |
| 7.                  | «Тумани»                  | 3:27         |
| 8.                  | «Береги»                  | 3:49         |
| 9.                  | «Лий, не жалій»           | 3:31         |
| 10.                 | «Подруга-ніч»             | 3:27         |
| Общая длительность: | Общая длительность:       | 31:51        |

### Мини-альбомы
| Название            | Информация                                                                               | Примечание |
| ------------------- | ---------------------------------------------------------------------------------------- | --- |
| 7                   | - Релиз: 8 февраля 2019 - Лейбл: Sony Music Entertainment - Формат: Цифровая дистрибуция | \| № \| Название \| Длительность \| \| ------------------- \| ------------------- \| ------------ \| \| 1. \| «Берега» \| 3:48 \| \| 2. \| «Никто» \| 3:15 \| \| 3. \| «Зачем?» \| 3:34 \| \| 4. \| «Неземная» \| 3:42 \| \| 5. \| «Странная» \| 3:20 \| \| 6. \| «Ну и что» \| 3:19 \| \| 7. \| «Вспоминать» \| 3:31 \| \| Общая длительность: \| Общая длительность: \| 23:09 \| |
| №                   | Название                                                                                 | Длительность |
| 1.                  | «Берега»                                                                                 | 3:48 |
| 2.                  | «Никто»                                                                                  | 3:15 |
| 3.                  | «Зачем?»                                                                                 | 3:34 |
| 4.                  | «Неземная»                                                                               | 3:42 |
| 5.                  | «Странная»                                                                               | 3:20 |
| 6.                  | «Ну и что»                                                                               | 3:19 |
| 7.                  | «Вспоминать»                                                                             | 3:31 |
| Общая длительность: | Общая длительность:                                                                      | 23:09 |

### Акустический альбом
| Название            | Информация                                                                               | Примечание |
| ------------------- | ---------------------------------------------------------------------------------------- | --- |
| С Максом по домам   | - Релиз: 10 апреля 2020 - Лейбл: Sony Music Entertainment - Формат: Цифровая дистрибуция | \| № \| Название \| Длительность \| \| ------------------- \| -------------------------------- \| ------------ \| \| 1. \| «Туманы» (Acoustic Live) \| 3:33 \| \| 2. \| «Небо» (Acoustic Live) \| 3:18 \| \| 3. \| «Берега» (Acoustic Live) \| 3:08 \| \| 4. \| «Моя любовь» (Acoustic Live) \| 3:15 \| \| 5. \| «Неземная» (Acoustic Live) \| 3:22 \| \| 6. \| «Полураздета» (Acoustic Live) \| 2:44 \| \| 7. \| «Странная» (Acoustic Live) \| 3:13 \| \| 8. \| «Хочу танцевать» (Acoustic Live) \| 2:46 \| \| Общая длительность: \| Общая длительность: \| 23:99 \| |
| №                   | Название                                                                                 | Длительность |
| 1.                  | «Туманы» (Acoustic Live)                                                                 | 3:33 |
| 2.                  | «Небо» (Acoustic Live)                                                                   | 3:18 |
| 3.                  | «Берега» (Acoustic Live)                                                                 | 3:08 |
| 4.                  | «Моя любовь» (Acoustic Live)                                                             | 3:15 |
| 5.                  | «Неземная» (Acoustic Live)                                                               | 3:22 |
| 6.                  | «Полураздета» (Acoustic Live)                                                            | 2:44 |
| 7.                  | «Странная» (Acoustic Live)                                                               | 3:13 |
| 8.                  | «Хочу танцевать» (Acoustic Live)                                                         | 2:46 |
| Общая длительность: | Общая длительность:                                                                      | 23:99 |

### Официальные синглы
| Год  | Сингл                             | Альбом         |
| ---- | --------------------------------- | -------------- |
| 2009 | «S.L.»                            | 1: Max Barskih |
| 2009 | «Пусто»                           | 1: Max Barskih |
| 2009 | «DVD» (feat. Наталья Могилевская) | 1: Max Barskih |
| 2009 | «Агония»                          | 1: Max Barskih |
| 2012 | «Dance»                           | Z.Dance        |
| 2012 | «Alive»                           | Z.Dance        |
| 2013 | «По Фрейду»                       | По Фрейду      |
| 2013 | «Какой была твоя любовь?»         | По Фрейду      |
| 2013 | «Hero_In»                         | По Фрейду      |
| 2013 | «Небо»                            | По Фрейду      |
| 2014 | «Отпусти»                         | По Фрейду      |
| 2014 | «Всё серьёзно»                    | По Фрейду      |
| 2015 | «Хочу танцевать»                  | Туманы         |
| 2015 | «Подруга-ночь»                    | Туманы         |
| 2016 | «Займёмся любовью»                | Туманы         |
| 2016 | «Последний летний день»           | Туманы         |
| 2016 | «Туманы» / «Неверная»             | Туманы         |
| 2017 | «Февраль»                         | Туманы         |
| 2018 | «Берега»                          | 7              |
| 2019 | «Неземная»                        | 7              |
| 2019 | «Лей, не жалей»                   | 1990           |
| 2020 | «По секрету»                      | 1990           |
| 2021 | «Just Fly»                        | TBA            |
| 2021 | «Tequila Sunrise»                 | TBA            |
| 2022 | «No Exit»                         | TBA            |
| 2022 | «Буде весна»                      | TBA            |
| 2022 | «Don’t Fuck With Ukraine»         | TBA            |
| 2022 | «Чекай мене»                      | TBA            |
| 2022 | «Римую» (совм. с ETOLUBOV)        | TBA            |
| 2022 | «Before We Say Goodbye»           | TBA            |
| 2023 | «Мамо, не плач»                   | TBA            |
| 2023 | «5 Missing Calls»                 | TBA            |
| 2023 | «Знайти себе»                     | TBA            |
| 2023 | «Тумани» (UA)                     | Звездопад      |

### Промосинглы
| Год  | Сингл                                  | Альбом      |
| ---- | -------------------------------------- | ----------- |
| 2010 | «Сердце бьётся» (feat. LOBODA)         | без альбома |
| 2010 | «Студент»                              | без альбома |
| 2011 | «Теряю тебя» / «Lost In Love»          | без альбома |
| 2011 | «Белый ворон»                          | без альбома |
| 2011 | «Глаза-убийцы» / «Atoms»               | без альбома |
| 2012 | «Fuck Off»                             | Z.Dance     |
| 2012 | «Пылай»                                | Z.Dance     |
| 2015 | «HLOP, HLOP, HLOP»                     | Туманы      |
| 2016 | «Досi люблю» (совм. с Дашей Суворовой) | без альбома |
| 2017 | «Моя любовь»                           | без альбома |
| 2018 | «Сделай громче»                        | без альбома |
| 2018 | «Сделай громче» (feat. L'One)          | без альбома |
| 2018 | «Полураздета»                          | без альбома |
| 2018 | «Вспоминать»                           | 7           |
| 2019 | «Неслучайно»                           | без альбома |
| 2020 | «Небо льёт дождём»                     | 1990        |
| 2020 | «Двоє»                                 | 1990        |
| 2020 | «Silence»                              | без альбома |
| 2020 | «Lonely» (feat. Джаро)                 | без альбома |
| 2020 | «Имена»                                | без альбома |
| 2021 | «Ночь проводник» (Remake)              | без альбома |
| 2021 | «BESTSELLER» (feat. Zivert)            | без альбома |
| 2022 | «Україна»                              | TBA         |

### Под псевдонимом MICKOLAI
Мини-альбомы
| Название            | Информация                                                               | Примечание |
| ------------------- | ------------------------------------------------------------------------ | --- |
| MICKOLAI — EP       | - Релиз: 3 декабря 2015 - Лейбл: MICKOLAI - Формат: Цифровая дистрибуция | \| № \| Название \| Длительность \| \| ------------------- \| ------------------- \| ------------ \| \| 1. \| «Waterfall» \| 3:45 \| \| 2. \| «Woman In Black» \| 3:06 \| \| 3. \| «Free 99» \| 3:26 \| \| 4. \| «Run To Your Mama» \| 3:25 \| \| 5. \| «Wellcome To LA» \| 3:20 \| \| Общая длительность: \| Общая длительность: \| Общая: 16:22 \| |
| №                   | Название                                                                 | Длительность |
| 1.                  | «Waterfall»                                                              | 3:45 |
| 2.                  | «Woman In Black»                                                         | 3:06 |
| 3.                  | «Free 99»                                                                | 3:26 |
| 4.                  | «Run To Your Mama»                                                       | 3:25 |
| 5.                  | «Wellcome To LA»                                                         | 3:20 |
| Общая длительность: | Общая длительность:                                                      | Общая: 16:22 |

Синглы
| Год  | Сингл                                               | Альбом      |
| ---- | --------------------------------------------------- | ----------- |
| 2016 | «Last Day Of Summer» (рус. «Последний летний день») | без альбома |

### Другие релизы
- 2012 — «Brutal Romantic» (EP из песен дебютного альбома для iTunes)
- 2015 — «Words» (цифровой сборник-переиздание третьего альбома)

## Видеография
| Год  | Клип                                               | Режиссёр                      | Альбом         |
| ---- | -------------------------------------------------- | ----------------------------- | -------------- |
| 2009 | «S.L.»                                             | Алан Бадоев                   | 1: Max Barskih |
| 2009 | «Пусто»                                            | Алан Бадоев                   | 1: Max Barskih |
| 2009 | «DVD» (feat. Наталья Могилевская)                  | Алан Бадоев                   | 1: Max Barskih |
| 2009 | «Агония»                                           | Алан Бадоев                   | 1: Max Barskih |
| 2010 | «Сердце бьётся» (feat. LOBODA)                     | Алан Бадоев                   | без альбома    |
| 2010 | «Студент»                                          | Алан Бадоев                   | без альбома    |
| 2011 | «Теряю тебя» / «Lost In Love»                      | Алан Бадоев                   | без альбома    |
| 2011 | «Белый ворон»                                      | Алан Бадоев                   | без альбома    |
| 2011 | «Глаза-убийцы» / «Atoms»                           | Алан Бадоев                   | без альбома    |
| 2012 | «Z.Dance» (3 эпизода)                              | Алан Бадоев и Сергей Солодкий | Z.Dance        |
| 2012 | «Alive»                                            | Алан Бадоев                   | Z.Dance        |
| 2013 | «По Фрейду»                                        | Алан Бадоев                   | По Фрейду      |
| 2013 | «По Фрейду (Barskih Mix)»                          | Алан Бадоев                   | По Фрейду      |
| 2013 | «Какой была твоя любовь?»                          | Алан Бадоев                   | По Фрейду      |
| 2013 | «Hero_In»                                          | Алан Бадоев                   | По Фрейду      |
| 2013 | «Небо» (2 версии)                                  | Алан Бадоев                   | По Фрейду      |
| 2014 | «Отпусти»                                          | Алан Бадоев                   | По Фрейду      |
| 2014 | «Всё серьёзно»                                     | Алан Бадоев                   | По Фрейду      |
| 2015 | «Хочу танцевать»                                   | Алан Бадоев                   | Туманы         |
| 2015 | «Подруга-ночь»                                     | Алан Бадоев                   | Туманы         |
| 2016 | «Займёмся любовью»                                 | Алан Бадоев                   | Туманы         |
| 2016 | «Последний летний день»                            | Алан Бадоев                   | Туманы         |
| 2016 | «Туманы» / «Неверная»                              | Алан Бадоев                   | Туманы         |
| 2017 | «Моя любовь»                                       | Алан Бадоев                   | без альбома    |
| 2017 | «Февраль»                                          | Алан Бадоев                   | Туманы         |
| 2018 | «Сделай громче»                                    | Алан Бадоев                   | без альбома    |
| 2018 | «Полураздета»                                      | Алан Бадоев                   | без альбома    |
| 2018 | «Вспоминать» (Lyric Video)                         | Яна Мазана                    | 7              |
| 2018 | «Вспоминать» (feat. Руслан Кузнецов и Алёна Венум) | неизвестно                    | без альбома    |
| 2018 | «Берега»                                           | Алан Бадоев                   | 7              |
| 2019 | «Неземная»                                         | Алан Бадоев                   | 7              |
| 2020 | «Лей, не жалей»                                    | Алан Бадоев                   | 1990           |
| 2020 | «Небо льёт дождём» (Mood Video)                    | неизвестно                    | 1990           |
| 2020 | «Двоє» (Mood Video)                                | неизвестно                    | 1990           |
| 2020 | «По секрету»                                       | Алан Бадоев и Жанна Богдан    | 1990           |
| 2020 | «Имена»                                            | Сергей Ткаченко               | без альбома    |
| 2021 | «BESTSELLER» (feat. Zivert)                        | Алан Бадоев                   | без альбома    |
| 2021 | «Just Fly»                                         | неизвестно                    | TBA            |
| 2021 | «Tequila Sunrise»                                  | Алан Бадоев                   | TBA            |
| 2022 | «Буде весна»                                       | неизвестно                    | TBA            |
| 2022 | «Don’t Fuck With Ukraine»                          | неизвестно                    | TBA            |
| 2022 | «Чекай мене»                                       | неизвестно                    | TBA            |
| 2022 | «Римую» (совм. с ETOLUBOV)                         | Ксения Каргина                | TBA            |
| 2022 | «Before We Say Goodbye»                            | Алан Бадоев                   | TBA            |

## Чарты
| Год                                           | Название                                | Наивысшая позиция в чарте | Наивысшая позиция в чарте | Наивысшая позиция в чарте | Наивысшая позиция в чарте | Наивысшая позиция в чарте | Наивысшая позиция в чарте | Наивысшая позиция в чарте |
| Год                                           | Название                                | СНГ                       | Россия                    | Москва                    | Украина                   | Киев                      | Audience Choice           | Годовой                   |
| --------------------------------------------- | --------------------------------------- | ------------------------- | ------------------------- | ------------------------- | ------------------------- | ------------------------- | ------------------------- | ------------------------- |
| 2009                                          | «S.L.»                                  | —                         | —                         | —                         | —                         | 39                        | —                         | —                         |
| 2009                                          | «DVD» (featuring Наталья Могилевская)   | —                         | —                         | —                         | —                         | 11                        | —                         | —                         |
| 2010                                          | «Агония»                                | 177                       | —                         | —                         | —                         | 22                        | 93                        | —                         |
| 2010                                          | «Сердце бьётся» (featuring LOBODA)      | 114                       | —                         | —                         | —                         | 11                        | 3                         | —                         |
| 2010                                          | «Студент»                               | 170                       | —                         | —                         | —                         | 23                        | 77                        | —                         |
| 2010                                          | «Теряю тебя» / «Lost in Love»           | 19                        | 14                        | 16                        | 11                        | 43                        | 12                        | 89                        |
| 2011                                          | «Глаза-убийцы»                          | 6                         | 9                         | 14                        | 1                         | 1                         | 15                        | 98                        |
| 2012                                          | «Dance»                                 | 67                        | 94                        | 122                       | 30                        | 36                        | 51                        | —                         |
| 2012                                          | «Пылай» / «Alive»                       | 105                       | 82                        | 125                       | 34                        | 36                        | 16                        | —                         |
| 2012                                          | «Не верь мне» (featuring Миша Романова) | 154                       | —                         | —                         | 22                        | 24                        | 88                        | —                         |
| 2012                                          | «Я болею тобой» / «I Wanna Run»         | 100                       | 196                       | —                         | 51                        | 53                        | 20                        | —                         |
| 2013                                          | «По Фрейду»                             | 181                       | —                         | —                         | 54                        | 39                        | 66                        | —                         |
| 2013                                          | «Hero_In»                               | 104                       | —                         | —                         | 5                         | 5                         | 79                        | —                         |
| 2014                                          | «Мёртвая любовь»                        | 184                       | —                         | —                         | —                         | —                         | 72                        | —                         |
| 2014                                          | «Отпусти»                               | 173                       | —                         | —                         | 70                        | 110                       | —                         | —                         |
| 2014                                          | «Хочу танцевать»                        | 75                        | 152                       | 140                       | 12                        | 8                         | 13                        | —                         |
| 2015                                          | «Подруга-ночь»                          | 39                        | 143                       | 172                       | 1                         | 2                         | 2                         | 102                       |
| 2015                                          | «Hlop, Hlop, Hlop»                      | 135                       | —                         | —                         | 34                        | 21                        | 22                        | —                         |
| 2016                                          | «Займёмся любовью»                      | 69                        | —                         | 151                       | 3                         | 3                         | 13                        | —                         |
| 2016                                          | «Досі люблю» (featuring Даша Суворова)  | 212                       | —                         | —                         | 150                       | —                         | —                         | —                         |
| 2016                                          | «Последний летний день»                 | 122                       | —                         | —                         | 43                        | 22                        | 27                        | —                         |
| 2016                                          | «Туманы»                                | 1                         | 12                        | 21                        | 18                        | 7                         | 2                         | —                         |
| 2019                                          | «Странная»                              | 2                         | 42                        | 54                        | 4                         | 45                        | 35                        | —                         |
| «—» означает, что сингл отсутствовал в чарте. |                                         |                           |                           |                           |                           |                           |                           |                           |

## Автор песен для других исполнителей
| Исполнитель          | Название            |
| -------------------- | ------------------- |
| ILONA (Илона Зозуля) | «Suka» / «Super»    |
| ILONA (Илона Зозуля) | «Клетка»            |
| Кристина Межинская   | «Ночь»              |
| Кристина Орбакайте   | «Ты мой»            |
| Миша Романова        | «Невесомая»         |
| Миша Романова        | «MAKEUP»            |
| Миша Романова        | «Лунная»            |
| Миша Романова        | «MAXIM»             |
| Миша Романова        | «Помада»            |
| Миша Романова        | «Зачем»             |
| Миша Романова        | «Кино»              |
| Миша Романова        | «Ты»                |
| Наталья Могилевская  | «Всё хорошо»        |
| Татьяна Котова       | «Я буду сильней»    |
| Татьяна Котова       | «Танцуй»            |
| Татьяна Котова       | «Разлюбила»         |
| Татьяна Котова       | «Он не верит»       |
| Татьяна Котова       | «Счастье»           |
| Татьяна Котова       | «Между нами ток»    |
| Татьяна Котова       | «Не больно»         |
| Татьяна Котова       | «Стоп»              |
| Татьяна Котова       | «Нелюбовь»          |
| Татьяна Котова       | «Птица»             |
| Татьяна Котова       | «Вслед за мечтой»   |
| TAYANNA              | «I Love You»        |
| LOBODA               | «Сердце бьётся»     |
| Ани Лорак            | «Удержи моё сердце» |
| Тина Кароль          | «Любила»            |

## Список наград и достижений

### 2010
- Признан лучшим украинским артистом по версии MTV Europe Music Awards[36].

### 2011
- Выступил на Поклонной горе в Москве на «EUROPA PLUS LIVE», где его назвали открытием опен-эйра.
- Признан «Певцом года» на церемонии вручения ежегодной премии «Хрустальный микрофон».
- Получил в Риге премии «OE Video Music Awards 2011» в трёх номинациях — «Лучшая песня года», «Видео года» и «Лучшее мужское представление».
- Получил премию «Золотой граммофон» (Украина) за песню «Агония».

### 2012
- Победил в номинации «Прорыв года» на «Премии Муз-ТВ»[37].

### 2013
- Получил премию «Песня года» за песню «Небо».

### 2014
- Получил премию «Песня года» за песню «Отпусти».

### 2015
- Признан «Певцом года» на церемонии вручения премии «M1 Music Awards».

### 2016
- Получил премию «Высшая лига» за песню «Туманы».

### 2017
- Получил премию Fashion People Awards «Певец года».
- Был номинирован на премии «RU.TV» в номинации «Лучший певец».
- Номинант премии «Муз Тв» в номинации «Лучшая песня» и «Лучший альбом» — «Туманы»
- Премия «Russian MusicBox» победа в номинации «Песня года» — «Туманы»
- Признан «Исполнителем года» и получил особую отметку в рамках премии «VK Music Awards»
- Получил премию «M1 Music Awards» в номинациях «Певец года» и «Хит года» за песню «Туманы»
- Получил премию «Высшая лига» за песню «Моя любовь»
- Получил награду от телеканала «БелМузТВ» в номинации «Креатив года».
- Получил награду «Love Radio Awards» в номинации «Лучший клип»- «Моя Любовь».
- Получил премию «Золотой граммофон» (Россия) за песню «Туманы».

### 2018
- Получил премию GQ Человек года в номинации «Музыкант года»
- Был номинирован на премии «Viva! Самые красивые» в номинации «Самый красивый мужчина года».
- Был номинирован на премии «ЖАРА Music Awards» в номинации «Лучший певец».
- Номинирован на премии «Дай пять» в номинации «Любимый певец».
- Получил премию «Top Hit Music Awards» в номинациях «Лучший исполнитель» и «Лучшая песня (мужской вокал)» за песню «Туманы».
- Получил премию «RU.TV» в номинации «Лучший видеоклип» — «Моя Любовь».
- Получил премию «Золотой граммофон» (Россия) за песню «Моя Любовь».

### 2019
- Получил премию «Золотой граммофон» (Россия) за песню «Берега».
- Получил премию «RU.TV» в номинации «Лучший певец».
- Номинант премии «RU.TV» в номинации «Кино и музыка» за песню «Полураздета» (OST «Секс и ничего личного»).
- Номинант премии «Премии Муз-ТВ» в номинации «Лучшая песня»- «Берега», «Лучшее концертное шоу» «Туманы» (Дворец спорта «Мегаспорт») и «Лучший исполнитель» .

### 2020
- Получил премию «Золотой граммофон» (Россия) за песню «Лей, не жалей»[38].

### 2021
- Получил премию «RU.TV» в номинации «Лучший видеоклип» за песню «Лей, не жалей»[39].